# Stokowisko (gromada)
Stokowisko – dawna gromada, czyli najmniejsza jednostka podziału terytorialnego Polskiej Rzeczypospolitej Ludowej w latach 1954–1972.
Gromady, z gromadzkimi radami narodowymi (GRN) jako organami władzy najniższego stopnia na wsi, funkcjonowały od reformy reorganizującej administrację wiejską przeprowadzonej jesienią 1954 do momentu ich zniesienia z dniem 1 stycznia 1973, tym samym wypierając organizację gminną w latach 1954–1972.
Gromadę Stokowisko z siedzibą GRN w Stokowisku utworzono – jako jedną z 8759 gromad – w powiecie wysokomazowieckim w woj. białostockim, na mocy uchwały nr 24/V WRN w Białymstoku z dnia 4 października 1954. W skład jednostki weszły obszary dotychczasowych gromad Stokowisko, Jabłoń Dąbrowa, Jabłoń Śliwowo, Łopienie Szelągi, Łopienie Jeże i Łopienie Zyski ze zniesionej gminy Piekuty oraz obszar dotychczasowej gromady Porośl Wojsławy ze zniesionej gminy Poświętne w tymże powiecie. Dla gromady ustalono 13 członków gromadzkiej rady narodowej.
13 listopada 1954 roku gromada weszła w skład nowo utworzonego powiatu łapskiego.
1 stycznia 1958 z gromady Stokowisko wyłączono wsie Łopienie Jeże i Łopienie Zyski włączając je do gromady Piekuty Nowe w powiecie wysokomazowieckim.
1 stycznia 1969 gromadę Stokowisko zniesiono, a jej obszar włączono do gromad: Dworaki-Staśki w powiecie łapskim (wieś Porośl-Wojsławy), Jabłoń Kościelna w powiecie wysokomazowieckim (wsie Jabłoń-Dąbrowa i Jabłoń-Śliwowo) i Piekuty Nowe w powiecie wysokomazowieckim (wsie Łopienie-Szelągi i Stokowisko).